# الديناميكيات اللولبية

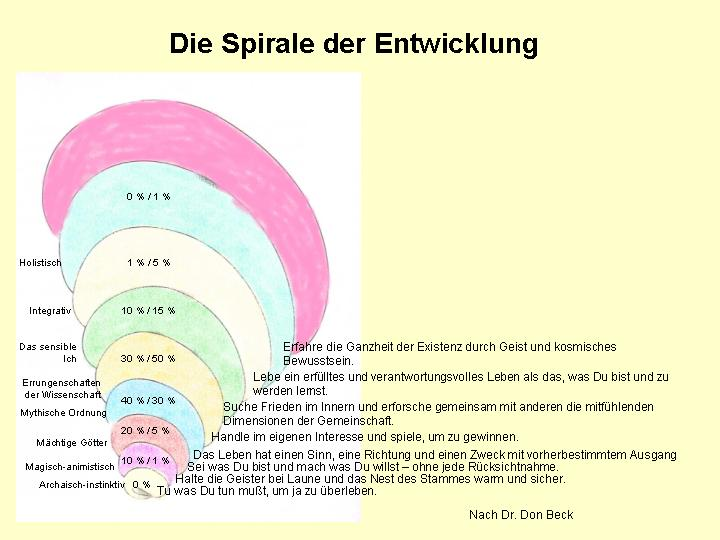
دوامة التنمية

الديناميكيات اللولبية ( د.ل. ) هي نموذج للتطور التطوري للأفراد والمنظمات والمجتمعات. أُنشئ في البداية من قبل دون إدوارد بيك وكريستوفر كوان بناءً على النظرية الدورية الناشئة لكلير دبليو جريفز ، جنبًا إلى جنب مع الميمات . أدى التعاون اللاحق بين بيك وكين ويلبر إلى إنتاج الديناميكيات اللولبية المتكاملة - أو المتممة ( د.ل.مـ. ).  لا تزال هناك العديد من الاختلافات في الديناميكيات اللولبية، سواء بشكل مستقل أو مدمج في نظرية ويلبر التكاملية أو مستمدًا منها.  تستخدم الديناميكيات اللولبية في تطبيقات نظرية الإدارة وأخلاقيات العمل،     وكمثال على الميمانيات (memetics) التطبيقية.  ومع ذلك، فإنها تفتقر إلى الدعم الأكاديمي السائد.

## ملخص
يصف كتاب Spiral Dynamics كيف تنشأ أنظمة القيمية ووجهات النظر العالمية من تفاعل "ظروف الحياة" وقدرات العقل.  إن التركيز على ظروف الحياة باعتبارها ضرورية للتقدم عبر الأنظمة القيمية أمر غير معتاد بين النظريات المماثلة، ويؤدي إلى الرأي القائل بأن أي مستوى ليس إيجابيًا أو سلبيًا بطبيعته، بل هو استجابة للبيئة المحلية والظروف الاجتماعية والمكان والزمان.   ومن خلال هذه الأنظمة القيمية، تقوم المجموعات والثقافات ببناء مجتمعاتها، ويندمج الأفراد داخلها. حيث كل مجموعة مميزة من القيم تتطور كاستجابة لحل مشاكل النظام السابق. قد تحدث التغييرات بين الحالات بشكل تدريجي (تغيير من الدرجة الأولى) أو بشكل مفاجئ (تغيير من الدرجة الثانية).  تتطور الأنظمة القيمية وفق ترتيب محدد، والسؤال الأكثر أهمية عند النظر في نظام قيميٍ معبر عنه في سلوك معين هو لماذا حدث هذا السلوك. 

### نظرة عامة على المستويات
الميمات القيمية VMemes كما وُصفت في كتاب Spiral Dynamics (1996)
| اللون        | اللون   | الرمز التميزي | الوصف                         | السمات |
| ------------ | ------- | ------------- | ----------------------------- | --- |
| النضد الأول  |         |               |                               | |
|              | رملي    | A-N           | حِسّ البقاء — غريزي             | - مُؤَتْمَتْ Automatic ، انعكاسي [انفعالي برد الفعل] - متمحور حول المتعة - موجّه ببرمجة الدماغ العميقة، والغرائز، والجينات - غير واعي بمميزاته (غير مُمَيَِز) - يعيش حياة البداوة "off the land" "يقتات من صيده وحصاده - ذو تأثير بسيط أو سيطرة ضئيلة على البيئة                                                                               |
|              | بنفسجي  | B-O           | روحانيات ذوي القربى — تحزّبي   | - يمتثل لرغبات الكائنات الروحية الغامضة - يظهر الولاء للكبار والتقاليد والقبيلة - المحافظة على الطقوس والأشياء والأماكن المقدسة - الإرتباط الجماعي ليجدون ويتجشّمون الأمان - يعيش في قرية مسحورة أو شعْوَذية - يسعى للتناغم مع قوى الطبيعة                                                                                              |
|              | أحمر    | C-P           | قوة الآلهة — متمركز حول الذات | - في عالم من الـ "يجب عليك أن تفعل" و "يجب عليك أن لا تفعل"، من الجيد أن اكون ملزومًا - يتجنب العار ، يحمي السمعة ، يسعى لأن يُحترم - يُشبع نزواته الاندفاعية ويحسُس فوريًا - يحارب بلا هوادة ودون الشعور بالذنب لكسره القيود - لا يقلق بشأن التبعات التي قد لا تأتي                                                                      |
|              | أزرق    | D-Q           | قوة الصدق — هادِف              | - بحث عن معنى وهدف للحياة - التضحية بالنفس في سبيل ما لأجل مكافأة مؤجلة - يحقق النظام والاستقرار في كل شيء - السيطرة على النزوات الاندفاعية ويرد على الشعور بالذنب - يفرض مبادئ المعيشة الصالحة - خطة قدسية تحدد للناس أماكنهم |
|              | برتقالي | E-R           | دافع الإجتهاد — استراتيجي     | - يسعى للحكم الذاتي والاستقال - يبحث عن "الحياة الجيدة" والوفرة المادية - النجاز من خلال البحث عن أفضل الحلول - تحسين حياة الكثيرين من خلال العلم والتقانة - يلعب ليفوز وليستمتع بالمنافسة - التعلم من الخبرات المجربة المثبتة |
|              | أخضر    | F-S           | الروابط البشرية — نسبانويّ     | - استكشاف الكينونة الباطنية للذات وللآخرين - تعزيز الشعور بالمجتمع والوحدة - مشاركة موارد المجتمع بين الجميع - تحرير البشر من الجشع والدوغمائية - التوصل إلى القرارات من خلال الإجماع - تحديث الروحانية وتحقيق التناغم |
| النضد الثاني |         |               |                               | |
|              | أصفر    | G-T           | تدفق مرن — نظمانيّ             | - تقبل حتمية تدفقات الطبيعة وأشكالها - التركيز على الأدائية والكفاءة والمرونة والعفوية - بحث عن مزيج طبيعي من "الحقائق" و"الشكوك" المتضاربة - اكتشاف الحرية الشخصية دون الإضرار بالآخرين أو الإفراط في المصلحة الذاتية - تجربة كاملة للحياة على أرض بهذه الأبعاد المتعددة المتنوعة - المطالبة بأنظمة متكاملة ومفتوحة                 |
|              | فيْروزي  | H-U           | نظرة عالمية — كليّ             | - مزج ومواءمة أفراد جماعيون أقوياء - التركيز على خير جميع الكائنات الحية كأنظمة متكاملة - الاستخدام الموسع لأدوات وكفاءات الدماغ/العقل البشري - الذات هي جزء من وعي أكبر ، جزء من الكل الروحاني الذي يخدم الذات أيضًا - يُنظر إلى التواصل العالمي على أنه روتين - أعمال من أجل العيش التخففانيّ، لذا فإن الأقل هو في الواقع أكثر من ذلك |
|              | مرجاني  | I-V           | غير معروف                     | غير معروف |